# Diócesis de Limeira
La diócesis de Limeira (en latín: Dioecesis Limeiren(sis) y en portugués: Diocese de Limeira) es una circunscripción eclesiástica latina de la Iglesia católica en Brasil, sufragánea de la arquidiócesis de Campinas. La diócesis tiene al obispo José Roberto Fortes Palau como su ordinario desde el 20 de noviembre de 2019. 

## Territorio y organización

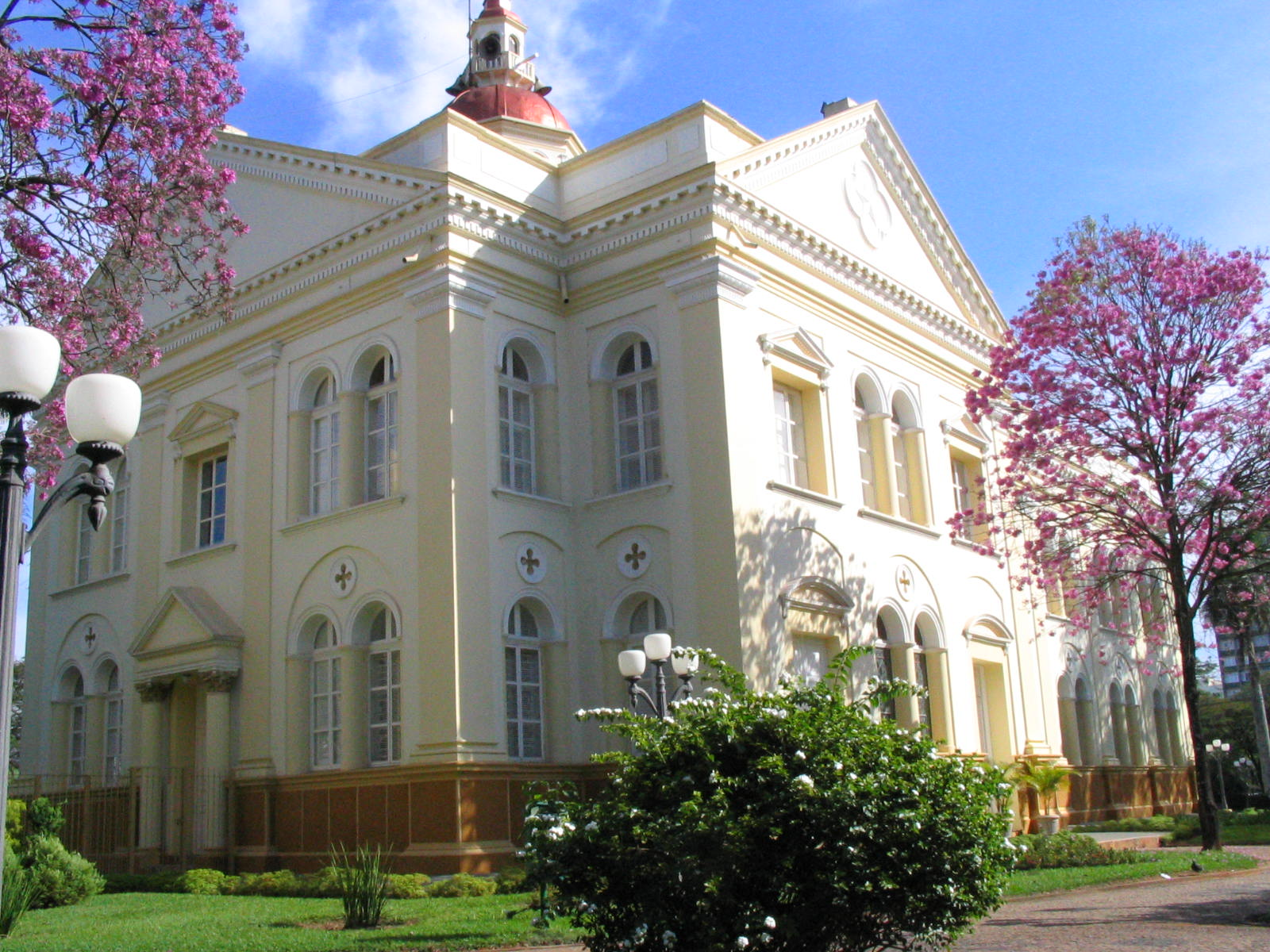
Basílica de Nuestra Señora del Patrocinio, en Araras

La diócesis tiene 4915 km² y extiende su jurisdicción sobre los fieles católicos de rito latino residentes en 16 municipios del estado de São Paulo: Analândia, Descalvado, Pirassununga, Porto Ferreira, Araras, Leme, Santa Cruz da Conceição, Cordeirópolis, Limeira, Iracemápolis, Americana, Nova Odessa, Artur Nogueira, Cosmópolis, Conchal y Engenheiro Coelho.
La sede de la diócesis se encuentra en la ciudad de Limeira, en donde se halla la Catedral de Nuestra Señora de los Dolores. En Araras se encuentra la basílica de Nuestra Señora del Patrocinio y en Americana la basílica de San Antonio de Padua.

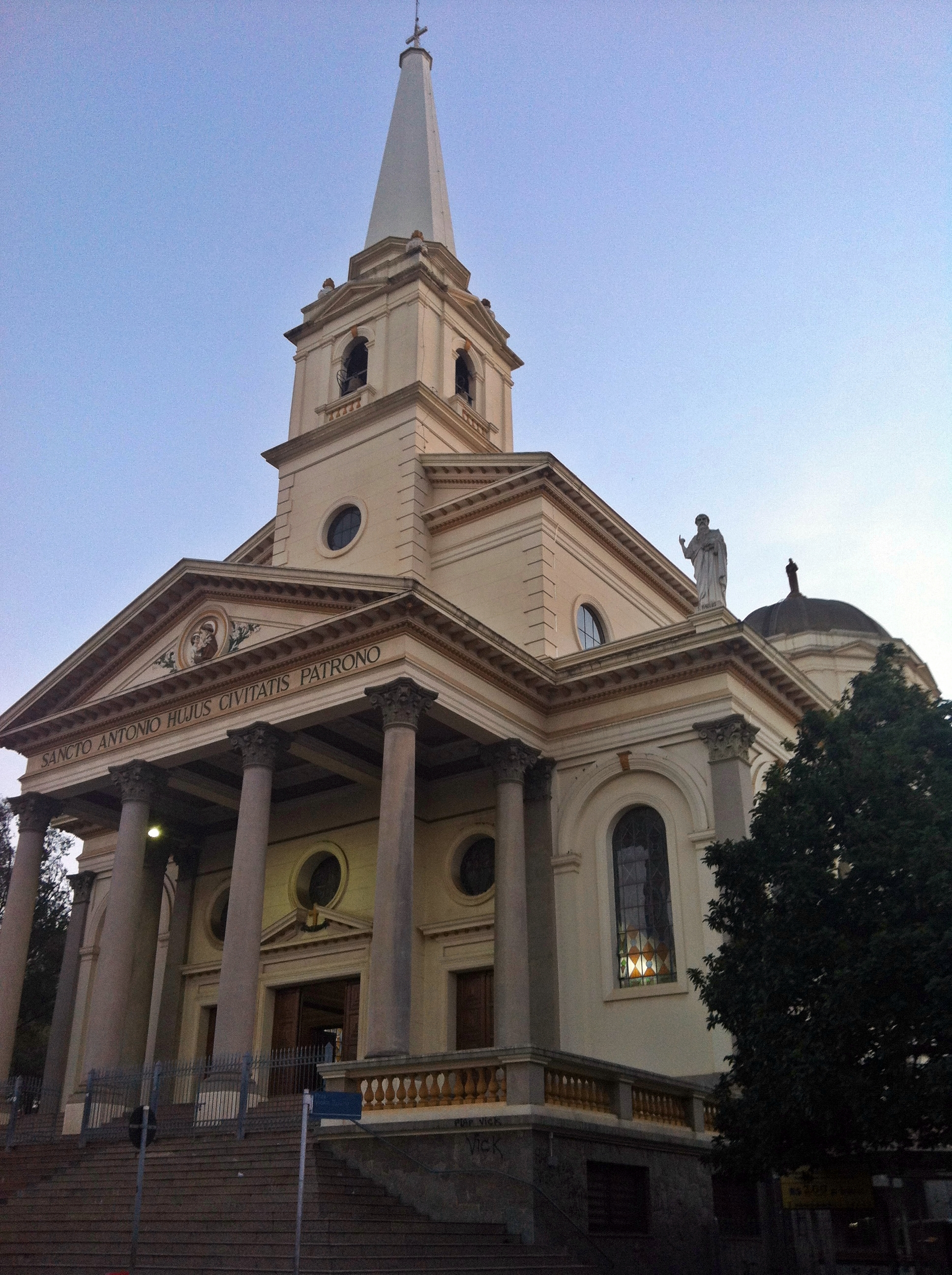
Basílica de San Antonio de Padua, en Americana

En 2019 en la diócesis existían 97 parroquias agrupadas en 5 regiones pastorales: Norte, Centro-Norte, Centro, Sul y Leste.

## Historia
La diócesis fue erigida el 29 de abril de 1976 con la bula De superna animarum del papa Pablo VI, obteniendo el territorio de la arquidiócesis de Campinas y de la diócesis de Piracicaba.
El 13 de enero de 1987, con la carta apostólica Constat Beatam, el papa Juan Pablo II confirmó a la Santísima Virgen María, conocida como Nossa Senhora das Dores, como patrona de la diócesis.
El 23 de diciembre de 1997 cedió una parte de su territorio para la erección de la diócesis de Amparo mediante la bula Ecclesiae Universae del papa Juan Pablo II.

## Estadísticas
De acuerdo al Anuario Pontificio 2020 la diócesis tenía a fines de 2019 un total de 674 770 fieles bautizados.
| Año                                                                             | Población            | Población | Población      | Sacerdotes | Sacerdotes    | Sacerdotes    | Bautizados por sacerdote | Diáconos permanentes | Religiosos | Religiosos | Parroquias |
| Año                                                                             | Bautizados católicos | Total     | % de católicos | Total      | Clero secular | Clero regular | Bautizados por sacerdote | Diáconos permanentes | Varones    | Mujeres    | Parroquias |
| ------------------------------------------------------------------------------- | -------------------- | --------- | -------------- | ---------- | ------------- | ------------- | ------------------------ | -------------------- | ---------- | ---------- | ---------- |
| 1976                                                                            | 356 494              | 455 000   | 78.4           | 49         | 28            | 21            | 7275                     |                      |            | 169        | 37         |
| 1980                                                                            | 410 000              | 512 500   | 80.0           | 55         | 28            | 27            | 7454                     | 1                    | 35         | 134        | 38         |
| 1990                                                                            | 655 000              | 702 000   | 93.3           | 72         | 47            | 25            | 9097                     | 1                    | 28         | 98         | 48         |
| 1999                                                                            | 1 010 000            | 1 325 000 | 76.2           | 89         | 65            | 24            | 11 348                   |                      | 31         | 109        | 53         |
| 2000                                                                            | 1 010 000            | 1 325 000 | 76.2           | 85         | 61            | 24            | 11 882                   |                      | 25         | 108        | 53         |
| 2001                                                                            | 1 010 000            | 1 325 000 | 76.2           | 83         | 63            | 20            | 12 168                   |                      | 27         | 133        | 53         |
| 2002                                                                            | 1 100 000            | 1 135 000 | 96.9           | 79         | 58            | 21            | 13 924                   |                      | 31         | 143        | 52         |
| 2003                                                                            | 1 100 000            | 1 235 000 | 89.1           | 85         | 64            | 21            | 12 941                   |                      | 33         | 143        | 52         |
| 2004                                                                            | 632 706              | 949 059   | 66.7           | 83         | 61            | 22            | 7622                     |                      | 33         | 132        | 53         |
| 2013                                                                            | 638 000              | 953 000   | 66.9           | 120        | 99            | 21            | 5316                     | 12                   | 28         | 114        | 78         |
| 2016                                                                            | 654 000              | 1 190 787 | 54.9           | 120        | 102           | 18            | 5450                     | 23                   | 25         | 107        | 86         |
| 2019                                                                            | 674 770              | 1 230 761 | 54.8           | 122        | 108           | 14            | 5530                     | 23                   | 15         | 88         | 97         |
| Fuente: Catholic-Hierarchy, que a su vez toma los datos del Anuario Pontificio. |                      |           |                |            |               |               |                          |                      |            |            |            |

## Episcopologio
- Aloísio Ariovaldo (Tarcísio) Amaral, C.SS.R. † (29 de abril de 1976-14 de abril de 1984 nombrado obispo de Campanha)
- Fernando Legal, S.D.B. (25 de abril de 1985-15 de marzo de 1989 nombrado obispo de São Miguel Paulista)
- Ercílio Turco † (18 de noviembre de 1989-24 de abril de 2002 nombrado obispo de Osasco)
- Augusto José Zini Filho † (22 de enero de 2003-16 de noviembre de 2006 falleció)
- Vilson Dias de Oliveira, D.C. (13 de junio de 2007-17 de mayo de 2019 renunció)
  - Orlando Brandes (17 de mayo de 2019-20 de noviembre de 2019) (administrador apostólico)
- José Roberto Fortes Palau, desde el 20 de noviembre de 2019